# Galatádes
Galatádes är en ort i Grekland.   Den ligger i prefekturen Nomós Péllis och regionen Mellersta Makedonien, i den norra delen av landet, 300 km norr om huvudstaden Aten. Galatádes ligger 13 meter över havet och antalet invånare är 2 459.
Terrängen runt Galatádes är platt. Runt Galatádes är det ganska tätbefolkat, med 120 invånare per kvadratkilometer. Närmaste större samhälle är Giannitsá, 11,4 km öster om Galatádes. Trakten runt Galatádes består till största delen av jordbruksmark.